# Vogüer
Vogüé és un municipi francès situat al departament de l'Ardecha i a la regió d'Alvèrnia-Roine-Alps. L'any 2007 tenia 886 habitants.

## Poblacions properes
El següent diagrama mostra les poblacions més properes.

## Demografia

### Població
El 2007 la població de fet de Vogüé era de 886 persones. Hi havia 399 famílies de les quals 140 eren unipersonals (78 homes vivint sols i 62 dones vivint soles), 127 parelles sense fills, 107 parelles amb fills i 25 famílies monoparentals amb fills.
La població ha evolucionat segons el següent gràfic:
Habitants censats 

### Habitatges
El 2007 hi havia 679 habitatges, 406 eren l'habitatge principal de la família, 226 eren segones residències i 46 estaven desocupats. 512 eren cases i 92 eren apartaments. Dels 406 habitatges principals, 233 estaven ocupats pels seus propietaris, 164 estaven llogats i ocupats pels llogaters i 9 estaven cedits a títol gratuït; 3 tenien una cambra, 33 en tenien dues, 110 en tenien tres, 115 en tenien quatre i 146 en tenien cinc o més. 289 habitatges disposaven pel capbaix d'una plaça de pàrquing. A 198 habitatges hi havia un automòbil i a 162 n'hi havia dos o més.

### Piràmide de població
La piràmide de població per edats i sexe el 2009 era:
| Homes | Edats   | Dones |
| ----- | ------- | ----- |
| 0     | 95 o +  | 0     |
| 0     | 90 a 94 | 0     |
| 4     | 85 a 89 | 0     |
| 4     | 80 a 84 | 8     |
| 8     | 75 a 79 | 16    |
| 20    | 70 a 74 | 24    |
| 32    | 65 a 69 | 20    |
| 24    | 60 a 64 | 16    |
| 20    | 55 a 59 | 24    |
| 40    | 50 a 54 | 28    |
| 12    | 45 a 49 | 36    |
| 36    | 40 a 44 | 16    |
| 36    | 35 a 39 | 44    |
| 28    | 30 a 34 | 12    |
| 8     | 25 a 29 | 28    |
| 20    | 20 a 24 | 12    |
| 12    | 15 a 19 | 40    |
| 32    | 10 a 14 | 12    |
| 16    | 5 a 9   | 12    |
| 12    | 0 a 4   | 20    |

## Economia
El 2007 la població en edat de treballar era de 564 persones, 395 eren actives i 169 eren inactives. De les 395 persones actives 359 estaven ocupades (197 homes i 162 dones) i 36 estaven aturades (14 homes i 22 dones). De les 169 persones inactives 55 estaven jubilades, 49 estaven estudiant i 65 estaven classificades com a «altres inactius».

### Ingressos
El 2009 a Vogüé hi havia 402 unitats fiscals que integraven 904,5 persones, la mediana anual d'ingressos fiscals per persona era de 16.143 €.

### Activitats econòmiques
Dels 78 establiments que hi havia el 2007, 3 eren d'empreses alimentàries, 1 d'una empresa de fabricació d'elements pel transport, 3 d'empreses de fabricació d'altres productes industrials, 12 d'empreses de construcció, 17 d'empreses de comerç i reparació d'automòbils, 5 d'empreses de transport, 16 d'empreses d'hostatgeria i restauració, 1 d'una empresa d'informació i comunicació, 1 d'una empresa financera, 2 d'empreses immobiliàries, 4 d'empreses de serveis, 7 d'entitats de l'administració pública i 6 d'empreses classificades com a «altres activitats de serveis».
Dels 23 establiments de servei als particulars que hi havia el 2009, 1 era una oficina de correu, 1 taller de reparació d'automòbils i de material agrícola, 5 paletes, 2 guixaires pintors, 1 fusteria, 1 lampisteria, 2 electricistes, 2 perruqueries, 7 restaurants i 1 saló de bellesa.
Dels 5 establiments comercials que hi havia el 2009, 1 era una botiga de menys de 120 m², 2 fleques, 1 una carnisseria i 1 una floristeria.
L'any 2000 a Vogüé hi havia 25 explotacions agrícoles que ocupaven un total de 187 hectàrees.

## Equipaments sanitaris i escolars
L'únic equipament sanitari que hi havia el 2009 era una farmàcia. El 2009 hi havia una escola elemental.